# Samuel Kristeller

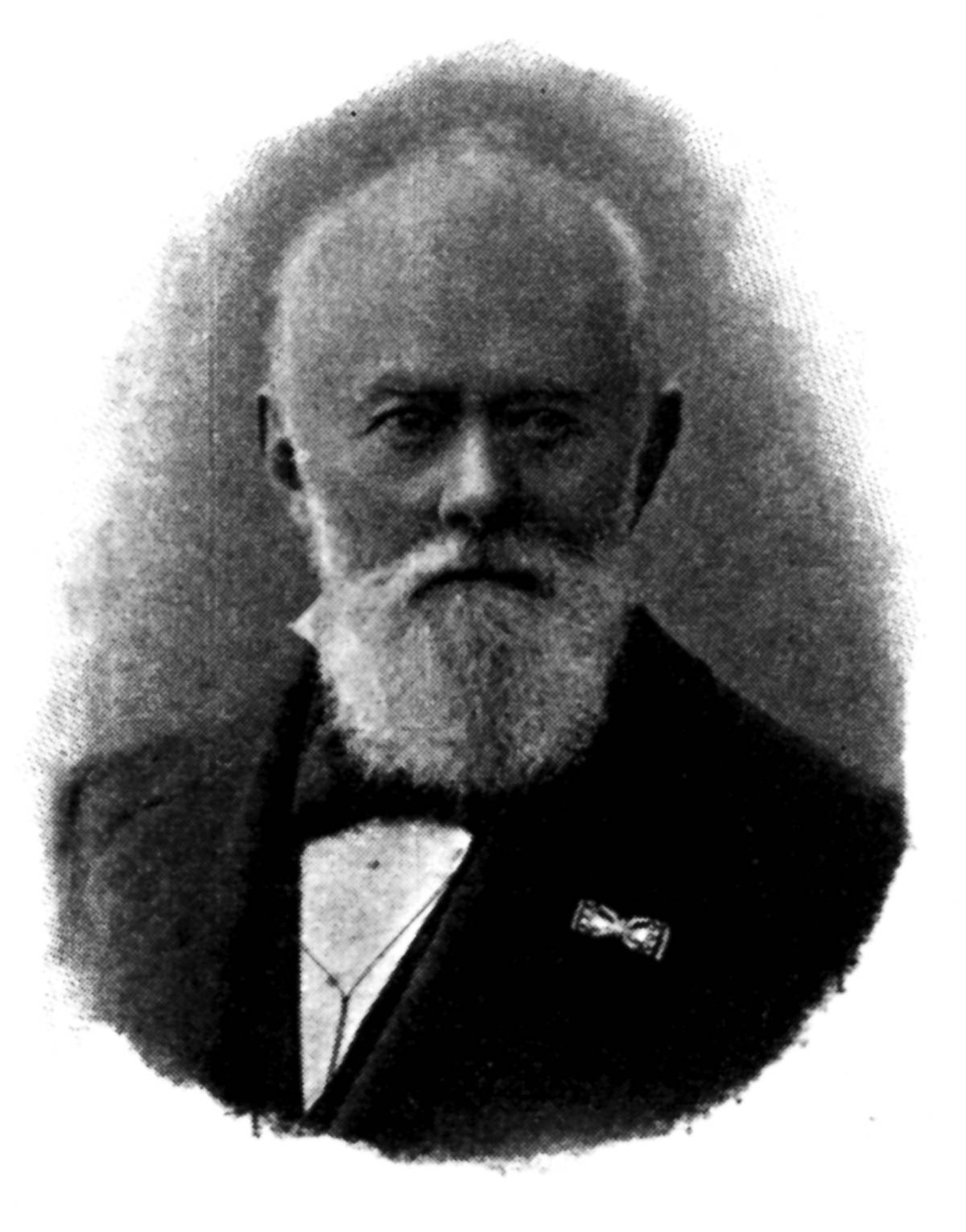
Samuel Kristeller

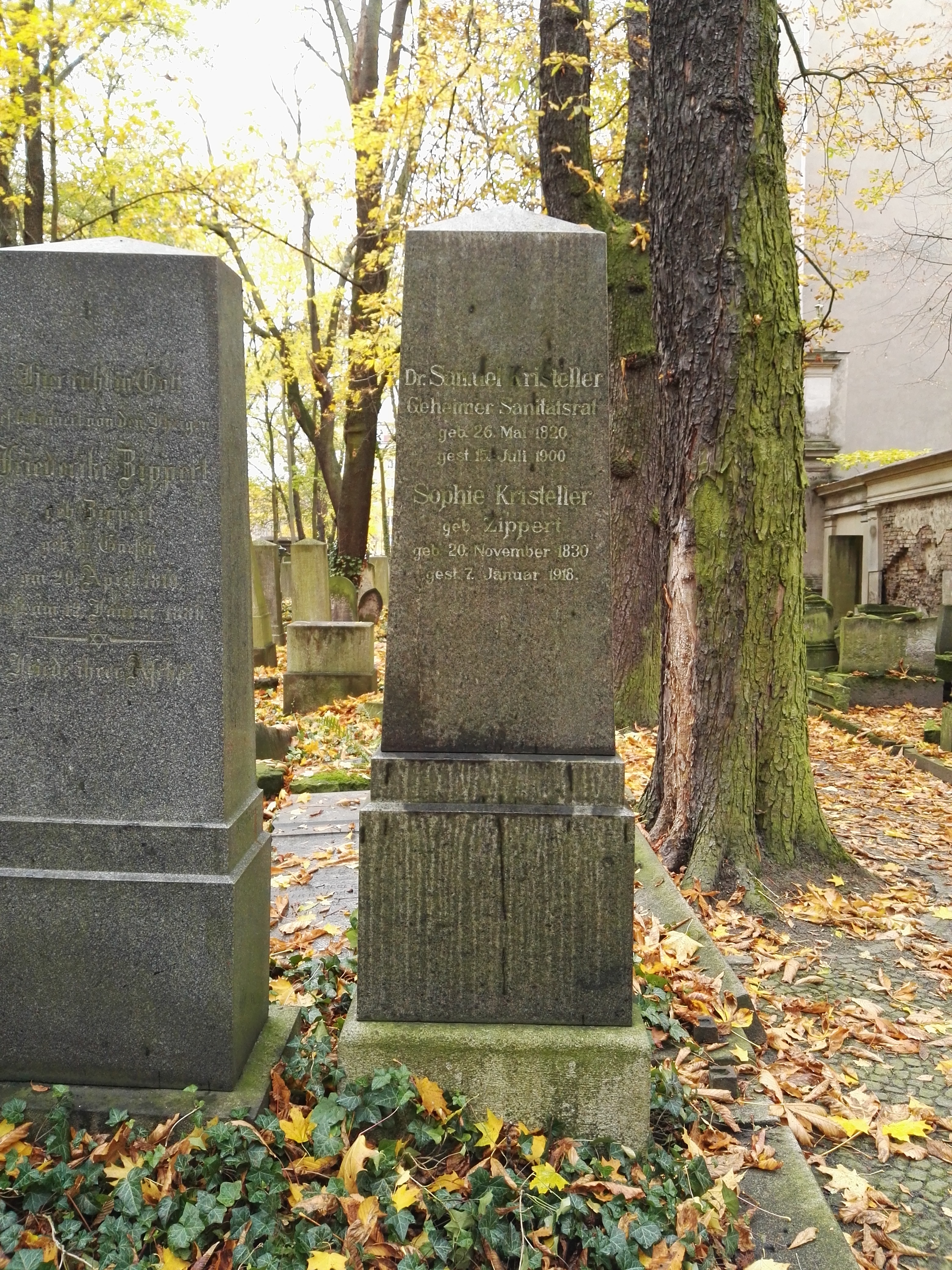
Grabstätte

Samuel Kristeller (geb. 26. Mai 1820 in Xions, Provinz Posen; gest. 15. Juli 1900 in Berlin) war ein deutsch-jüdischer Gynäkologe, Autor und Funktionär.
Nach einem Medizinstudium an der Friedrich-Wilhelms-Universität zu Berlin arbeitete Kristeller ab 1844 als Arzt in Gnesen. In den 1850er Jahren wechselte er zurück nach Berlin und wurde dort 1860 Privatdozent an der Universität, später Leiter der gynäkologischen Abteilung der Charité.
1867 wurde ihm der Titel des Sanitätsrats, 1873 der des Geheimen Sanitätsrats verliehen. 1868 trat er der Gesellschaft der Freunde bei. 1882–1896 wirkte er als Präsident des Deutsch-Israelitischen Gemeindebundes. Er trat auch als Essayist und Übersetzer (u. a. übersetzte er die Sprüche der Väter, 1890) hervor.
Samuel Kristeller wurde auf dem jüdischen Friedhof an der Schönhauser Allee beerdigt.
Siehe auch: Kristeller-Handgriff und Kristellscher Schleimpfropf